# Чхин Юн Ун
Чхин Юн-Ун (родился 11 июля 1967 в Чхунчхон-Намдо, Южная Корея) — южнокорейский боксёр-профессионал, выступающий в лёгкой (Flyweight) весовой категории. Один из оппонентов экс-чемпиона мира по версии Всемирного боксерского совета (ВБС, WBC) россиянина Юрия Арбачакова.